# Svenska arkeologiska samfundet
Svenska arkeologiska samfundet är en ideell förening som arbetar för att förena representanter för de skilda arkeologiska vetenskapsgrenarna.

## Verksamhet
Samfundets medlemmar består av invalda ledamöter ur vilka väljs en styrelse. Ledamöter är de som i sin yrkesutövning aktivt arbetar med arkeologi oavsett tidsålder eller region, alternativt är student på avancerad nivå eller doktorand. Personer som antas som ledamot ska ha dokumenterad erfarenhet inom högskolan, museivärlden, kulturmiljövården och/eller annan professionell verksamhet med relevans för arkeologin.
Samfundet arrangerar själva eller i dialog med andra aktörer seminarier, debatter, arkeologiska temaresor och andra typer av aktiviteter. Samfundet delar även ut medel ur Rosa och Valter Tengborgs Stipendiefond. Samfundet är ofta remissinstans för utredningar och förslag som handlar om arkeologi och kulturmiljöfrågor.
Nyhetsbladet Gjallarhornet ges ut fyra gånger per år och innehåller information om kommande och avslutade aktiviteter, samt mindre texter och rapporter av arkeologiskt intresse. Samfundet ger också ut den internationella tidskriften Current Swedish Archaeology.

## Historik
Svenska Arkeologiska Samfundet bildades den 5 maj 1947. Syftet var att få till stånd en arkeologisk sammanslutning som skulle förena fackmässigt verksamma representanter för de skilda arkeologiska vetenskapsgrenarna. Riksantikvarien Martin Olsson erhöll en i januari 1947 daterad skrivelse med förslag om att bilda ett svenskt arkeologiskt sällskap. Skrivelsen var upprättad av förste antikvarierna Axel Bagge, Bertil Berthelson och K.A. Gustawsson, professorerna Bernhard Karlgren och Birger Nerman, förste antikvarien Nils Ludvig Rasmussen, förste bibliotekarien Adolf Schück, förste antikvarierna Mårten Stenberger och Bengt Thordeman samt docent Olof Vessberg. 
Samtliga personer bakom skrivelsen, utom antikvarie Bagge och professor Nerman ingick sedan i Samfundets första styrelse. Därutöver ingick även skrivelsens mottagare, riksantikvarie Olsson, samt professorna Holger Arbman,  Axel Boëthius, Ejnar Gjerstad och Axel W. Persson, landsantikvarien Greta Arwidsson, pintendent Stig Roth, och docenterna Torgny Säve-Söderbergh och Sigvald Linné.  
Professor Bernhard Karlgren valdes till Samfundets förste ordförande. 
När Samfundet bildades år 1947 uppgick antalet medlemmar till ett 60-tal. 2016 uppgick antalet medlemmar till ca 580.  
Ordförande för Samfundet:
- Bernhard Karlgren 1947–1949
- Sune Lindqvist 1949–1951
- Bengt Thordeman 1951–1953
- Gösta Berg 1953–1955
- Mårten Stenberger 1955–1957
- Nils Ludvig Rasmussen 1957–1959
- Per Gustav Hamberg 1959–1961
- Wilhelm Holmqvist 1961-1963
- Greta Arwidsson 1963–1965
- Holger Arbman 1965–1967
- Sten Karling 1967–1969
- Bertil Almgren 1969–1972
- Erik Nylén 1972–1974
- Brita Malmer 1974–1976
- Mats Malmer 1976–1978
- Gustav Trotzig 1978–1981
- Åke Hyenstrand 1981–1983
- Pontus Hellström 1983–1985
- David Damell 1985–1987
- Lars Lagerqvist 1987–1989
- Björn Ambrosiani 1989–1991
- Ulf Erik Hagberg 1991–1993
- Gustav Trotzig 1993–1997
- Henrik Klackenberg 1997–1999
- Agneta Åkerlund 1999–2001
- Jarl Nordblad 2001–2003
- Nils Ringstedt 2003–2006
- Tore Artelius 2006–2010
- Björn Magnusson Staaf 2010–2012
- Anita Synnestvedt 2012–2015
- Joakim Wehlin 2015–2018
- Ingrid Berg 2018–